# El Amate, Guerrero
El Amate är en ort i Mexiko.   Den ligger i kommunen General Heliodoro Castillo och delstaten Guerrero, i den södra delen av landet, 190 km söder om huvudstaden Mexico City. El Amate ligger 1 292 meter över havet och antalet invånare är 195.
Terrängen runt El Amate är huvudsakligen kuperad, men norrut är den bergig. Runt El Amate är det ganska glesbefolkat, med 21 invånare per kvadratkilometer. Närmaste större samhälle är Tlacotepec, 15,7 km sydväst om El Amate. I omgivningarna runt El Amate växer huvudsakligen savannskog.